# موديست إيليتش تشايكوفسكي
موديست إيليتش تشايكوفسكي (الروسية: Моде́ст Ильи́ч Чайко́вский) (13 مايو 1850 - 15 يناير 1916) كاتب مسرحي روسي ومؤلف أوبرا ومترجم. وهو الأخ الأصغر للملحن بيوتر إليتش تشايكوفسكي.

## حياته
ولد موديست إيليتش في ألابايفسك في فيرخوتورسكي أويزد في محافظة بيرم. وهو الأخ الأصغر للملحن بيوتر إليتش تشايكوفسكي. تخرج من المدرسة الإمبراطورية للحقوق. وفي عام 1876 عمل مدرسًا لصبي أصم أبكم اسمه نيكولاي ("كوليا") هيرمانوفيتش كونرادي (1868-1922)، وباستخدام طريقة تدريس خاصة، ساعده على التحدث والكتابة والقراءة.
وفي سيرته الذاتية التي لم تُنشر بعد، والتي اقتبسها على نطاق واسع ألكسندر بوزنانسكي، يتحدث موديست إيليتش تشايكوفسكي عن مثليته الجنسية وعن شقيقه بيوتر إيليتش تشايكوفسكي. 

## عمله
ألف موديست مسرحيات وترجم سوناتات شكسبير إلى اللغة الروسية وكتب نصوصًا لأوبرا لأخيه بيوتر، وكذلك لملحنين آخرين مثل إدوارد نابرافنيك (كتبه أوبرا دوبروفسكي)، أرسيني كوريششينكو، أنطون أرينسكي وسيرجي رحمانينوف. وكتب السيرة الذاتية لأخيه الأكبر وأسس متحف تشايكوفسكي في كلين.

## روابط خارجية
- [http://www.imdb.com/name/nm1091469/ Modest Tchaikovsky

] في قاعدة بيانات الأفلام على الإنترنت